# Brachypodium kotschyi
Brachypodium kotschyi är en gräsart som beskrevs av Pierre Edmond Boissier. Brachypodium kotschyi ingår i släktet skaftingar, och familjen gräs. Inga underarter finns listade i Catalogue of Life.